# Projekt Grechuta
Projekt Grechuta – czwarty studyjny album zespołu Plateau, którego premiera odbyła się 21 marca 2011 r. Wydawnictwo zawiera 10 piosenek z repertuaru Marka Grechuty w nowych aranżacjach, znacznie odbiegających od oryginalnych wykonań. Patronat honorowy nad albumem objęła wdowa po Marku Grechucie, Danuta Grechuta.
Płyta dotarła do 34. miejsca listy OLiS w Polsce.  

## Lista utworów
1. "Ocalić od zapomnienia" – 2:50
2. "Dni, których nie znamy" (Plateau, Jacek Szymkiewicz) – 3:16
3. "Będziesz moją panią" – 2:56
4. "Wiosna, ach to ty" (Plateau, Sonia Bohosiewicz) – 3:44
5. "Twoja postać" – 5:03
6. "Gdzieś w nas" – 3:08
7. "Niepewność" – 2:48
8. "Korowód" (Plateau, Martyna Jakubowicz, Jacek Ostaszewski) – 5:10
9. "Świat w obłokach" – 4:41
10. "Gdziekolwiek" (Plateau, Wojciech Waglewski) – 3:48

## Twórcy
- Michał Szulim – wokal, gitara, chórki
- Dominik Rowicki – gitara basowa, programowanie, cymbałki
- Karol Kowalczyk – gitara
- Marcin Lizak – gitara, akordeon
- Max Ziobro – perkusja

### Gościnnie
- Wojciech Waglewski – gitara, klawisze, wokal
- Martyna Jakubowicz – wokal
- Sonia Bohosiewicz – wokal
- Jacek Szymkiewicz – wokal
- Jacek Ostaszewski – flet
- Piotr Rychlec – klawisze
- Patrycja Lech – chórki